# ادوارد لیگونیر، اولین ارل لیگونیر
ادوارد لیگونیر، اولین ارل لیگونیر (انگلیسی: Edward Ligonier, 1st Earl Ligonier; ۱ ژانویهٔ ۱۷۴۰ – ۱۴ ژوئن ۱۷۸۲) فرمانده نظامی اهل پادشاهی بریتانیای کبیر بود.